# Мелвін (Мічиган)
Мелвін (англ. Melvin) — селище (англ. village) в США, в окрузі Сенілак штату Мічиган. Населення — 148 осіб (2020).

## Географія
Мелвін розташований за координатами 43°11′11″ пн. ш. 82°51′42″ зх. д. / 43.18639° пн. ш. 82.86167° зх. д. (43.186430, -82.861653).  За даними Бюро перепису населення США в 2010 році селище мало площу 2,52 км², уся площа — суходіл.

## Демографія
Згідно з переписом 2010 року, у селищі мешкало 180 осіб у 62 домогосподарствах у складі 50 родин. Густота населення становила 72 особи/км².  Було 73 помешкання (29/км²).
Расовий склад населення:
| - 96,1 % — білих - 1,7 % — корінних американців - 0,6 % — чорних або афроамериканців |

До двох чи більше рас належало 1,7 %. Частка іспаномовних становила 0,0 % від усіх жителів.
За віковим діапазоном населення розподілялося таким чином: 32,8 % — особи молодші 18 років, 56,6 % — особи у віці 18—64 років, 10,6 % — особи у віці 65 років та старші. Медіана віку мешканця становила 36,0 року. На 100 осіб жіночої статі у селищі припадало 109,3 чоловіків;  на 100 жінок у віці від 18 років та старших — 95,2 чоловіків також старших 18 років.
Середній дохід на одне домашнє господарство  становив 47 511 долар США (медіана — 40 278), а середній дохід на одну сім'ю — 56 511 долар (медіана — 42 083). За межею бідності перебувало 15,0 % осіб, у тому числі 22,5 % дітей у віці до 18 років та 3,6 % осіб у віці 65 років та старших.
Цивільне працевлаштоване населення становило 66 осіб. Основні галузі зайнятості: виробництво — 28,8 %, освіта, охорона здоров'я та соціальна допомога — 16,7 %, транспорт — 9,1 %, роздрібна торгівля — 9,1 %.